# The Gingerbread Man
Pour plus de détails, voir Fiche technique et Distribution.
The Gingerbread Man est un film américain réalisé par Robert Altman et sorti en 1998. Il est basé sur un manuscrit non publié de l'écrivain John Grisham.

## Synopsis
Figure éminente de la ville de Savannah en Géorgie, Rick Magruder est un avocat brillant comblé par le succès et les conquêtes. Un soir d'orage qui annonce la venue d'un ouragan, Magruder raccompagne Mallory, une serveuse en détresse, à laquelle son père, Dixon Doss, vient une nouvelle fois « d'emprunter » la voiture. La jeune femme lui raconte que son père la harcèle depuis l'enfance. Elle le décrit comme un sauvage qui vit au fond des bois. Magruder décide de l'aider et obtient sans peine l'internement de Dixon. Mais celui-ci ne tarde pas à s’évader.

## Fiche technique
- Titre original et français : The Gingerbread Man
- Réalisation : Robert Altman
- Scénario : Al Hayes, d'après un manuscrit de John Grisham
- Musique : Mark Isham
- Photographie : Gu Changwei
- Montage : Geraldine Peroni
- Production : Jeremy Tannenbaum
- Sociétés de production : Island Pictures et Enchanter Entertainment
- Société de distribution : PolyGram Filmed Entertainment
- Pays de production :  États-Unis
- Langue originale : anglais
- Format : couleur - 35 mm
- Genre : thriller, film de procès
- Durée : 114 minutes
- Dates de sortie :
  - États-Unis : 23 janvier 1998
  - France : 3 juin 1998

## Distribution
- Kenneth Branagh (VF : Éric Herson-Macarel) : Rick Magruder
- Embeth Davidtz (VF : Isabelle Gardien) : Mallory Doss
- Robert Downey Jr. (VF : Thibault de Montalembert) : Clyde Pell
- Tom Berenger (VF : Jean-Louis Cassarino) : Pete Randle
- Daryl Hannah (VF : isabelle Gardien) : Lois Harlan
- Robert Duvall (VF : Jean-Claude Sachot) : Dixon Doss
- Famke Janssen (VF : Anne Massoteau) : Leeanne Magruder
- Jesse James : Jeff Magruder
- Mae Whitman (VF : Adeline Chetail) : Libby Magruder
- Wilbur Fitzgerald (VF : Michel Voletti) : le juge Russo

Source : VF